# Україна (кінотеатр, Луганськ)
Кінотеа́тр «Україна» — трьохзальний кінотеатр європейського рівня, оснащений сучасним кінопроєкційним обладнанням у місті Луганськ.

## Загальна характеристика

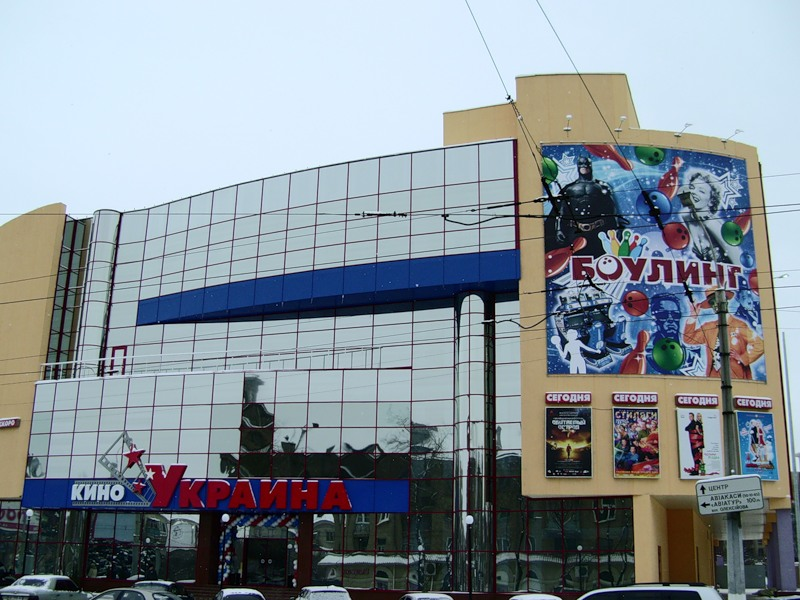

Кінотеатр «Україна» відкритий у 1961 році у місті Луганську.
Кінотеатр «Україна» відкритий після реконструкції 26 грудня 2008 в місті Луганську. Було проведено ряд робіт з метою мати сучасний кінотеатр, який би відповідав всім параметрам, що пред'являються до прем'єрних закордонних кінотеатрів. В кінотеатрі працюють три зали — «Червоний» (прем'єрний) на 344 місця, «Синій» на 176 місць і «Зелений» на 176 місць.
Кінотеатр оснащений сучасним цифровим обладнанням: процесорами Dolby Digital — системою звуку, що створює «ефект присутності». Завдяки цій системі звук і спецефекти вражають своєю реальністю; новими екрани Multivision, європейського виробництва, які здатні відображати реальність; зручними кріслами типу BY-360 Meridian в базовій комплектації з підсклянником на ручці для поп-корну й напоїв. Крісла розташовані під оптимальним кутом до горизонту, завдяки чому глядачі, що сидять спереду, не перекривають вид на екран.
В усіх залах відстань між рядами становить майже 1,1 метра, що дозволяє дивитися фільм з «витягнутими ногами». Також встановлено сучасну систему вентиляції і кондиціювання приміщень, систему охоронної і пожежної безпеки, проведено автоматизацію операцій з продажу квитків і продукції в консенсус-барі, який має широкий асортимент поп-корну, що виготовляється в цьому ж барі.
У 2014, після російського вторгнення до України, Луганськ опинився на тимчасово окупованих територіях. Незаконною окупаційною владою кінотеатр «Україна» був перейменований у кінотеатр «Русь».

## Інші послуги
- Кіно-кафе. Тут готують піцу, а також гарніри, перші страви, десерти, напої, соки, пиво. Для любителів японської кухні — більше 20 найменувань страв. В кафе забороняється палити, що сприяє приємному відпочинку всією сім'єю.
- Караоке-бар — місце для відпочинку, місткістю близько 100 осіб, де можна співати караоке разом з бек-вокалістами.
- Боулінг, більярд. Боулінг пропонує 7 доріжок в комфортабельному залі, який містить бар з напоями й закусками.
- Чіккен-хат — ресторан швидкого харчування пропонує відпочинок в залі та страви з курки. Харчування можна замовити за телефоном. У закладі діє служба доставки за адресою.
- Дитяча кімната. Діти можуть провести час у дитячій кімнаті, де є іграшки та розвивальні ігри, поки дорослі відпочивають. За дітьми ведуть нагляд професійні няні[1].